# Der Antares-Krieg
Der Antares-Krieg ist eine Science-Fiction-Roman-Trilogie des US-amerikanischen Autors Michael McCollum, die zwischen 1986 und 2002 entstand. Die drei Bände:
- Antares Dawn – Antares: Dämmerung
- Antares Passage – Antares: Passage
- Antares Victory – Antares: Sieg

bauen thematisch und zeitlich aufeinander auf und handeln von einem Krieg der Menschheit – geführt im 26. Jahrhundert – gegen eine intelligente Rasse, die Ryall, die denselben Raumsektor für sich beansprucht.

## Vorgeschichte

### Faltraum

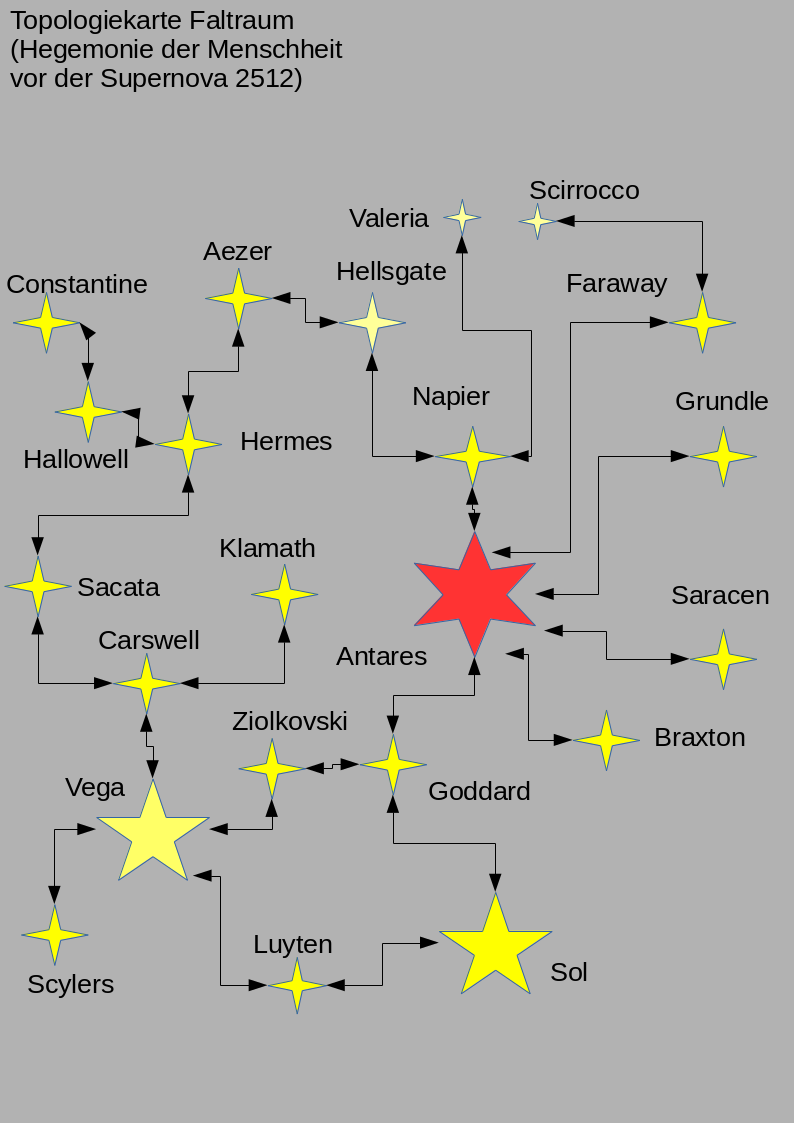
Topologiekarte Faltraum bis 2512

Zentrales Element der Geschichte der drei Romane ist der sogenannte Faltraum. Im Jahr 2078 entdeckte der Astronom Baschi-Ben Suleiman bei der Vermessung von Sternen in der Milchstraße, dass deren reale Position von den Computermodellen abweichen. Daraufhin postulierte er eine Theorie, wonach die Raumzeit nicht nur durch Massen, infolge deren Gravitation, gekrümmt, sondern auch in sich gefaltet ist. Dadurch entstehen Faltlinien, welche radial von großen Massen, beispielsweise dem zentralen schwarzen Loch der Milchstraße, weg führen. Weiterhin sagte er voraus, dass kleinere Massen, wie die von Sternen, diese Faltlinien beeinflussen können. Einerseits ziehen sie sie an, wodurch die Faltlinien nicht geradlinig, sondern in komplexen Mustern verlaufen. Des Weiteren können Massen die Faltlinien auch bündeln. Als Analogie nannte er den Effekt optischer Linsen auf Lichtstrahlen. An besonders starken Bündelungsstellen entstehen sogenannte Faltpunkte. Das sind ellipsenförmige Gebiete im Raum-Zeit-Kontinuum, an denen ein Eintritt in den Faltraum möglich ist. Wenn ein Raumschiff innerhalb eines Faltpunktes eine bestimmte Menge an Energie in einem bestimmten Muster freisetzt wird es entlang einer Faltlinie zum nächstgelegenen Faltpunkt transportiert. Auf die gleiche Art und Weise kann es auch wieder zurück gelangen. Faltpunkte sind immer paarweise verbunden und bilden dadurch feste Routen. Es ist die einzige Möglichkeit, sich mit Überlichtgeschwindigkeit zu bewegen. Im Sonnensystem wurden zwei Faltpunkte entdeckt. Einer führt zu Luytens Stern, einem 12,5 Lichtjahre entfernten Zwergstern, welcher wiederum eine Faltverbindung zu Wega besitzt. Der zweite Faltpunkt führt zu einem namenlosen System, welches später nach Robert Goddard benannt wurde. Das Goddard-System hat wiederum eine weitere Faltverbindung mit dem roten Riesen Antares sowie eine weitere zu einem namenlosen System, welches später nach Konstantin Eduardowitsch Ziolkowski benannt wurde. Antares war bis 2639 der einzig bekannte Stern, welcher über 6 Faltverbindungen verfügte, und war bis zu seiner Umwandlung in eine Supernova, am 3. August 2512, die zentrale Verkehrsverbindung in vom Menschen besiedelten Raum. Vier seiner Faltpunkte langer Brennweite wurden durch die Masse der Sternhülle erzeugt, zwei seiner Faltpunkte, nach Goddard und Braxton, waren von kurzer Brennweite und wurden durch die Masse des Kerns erzeugt.

### Supernova von 2512

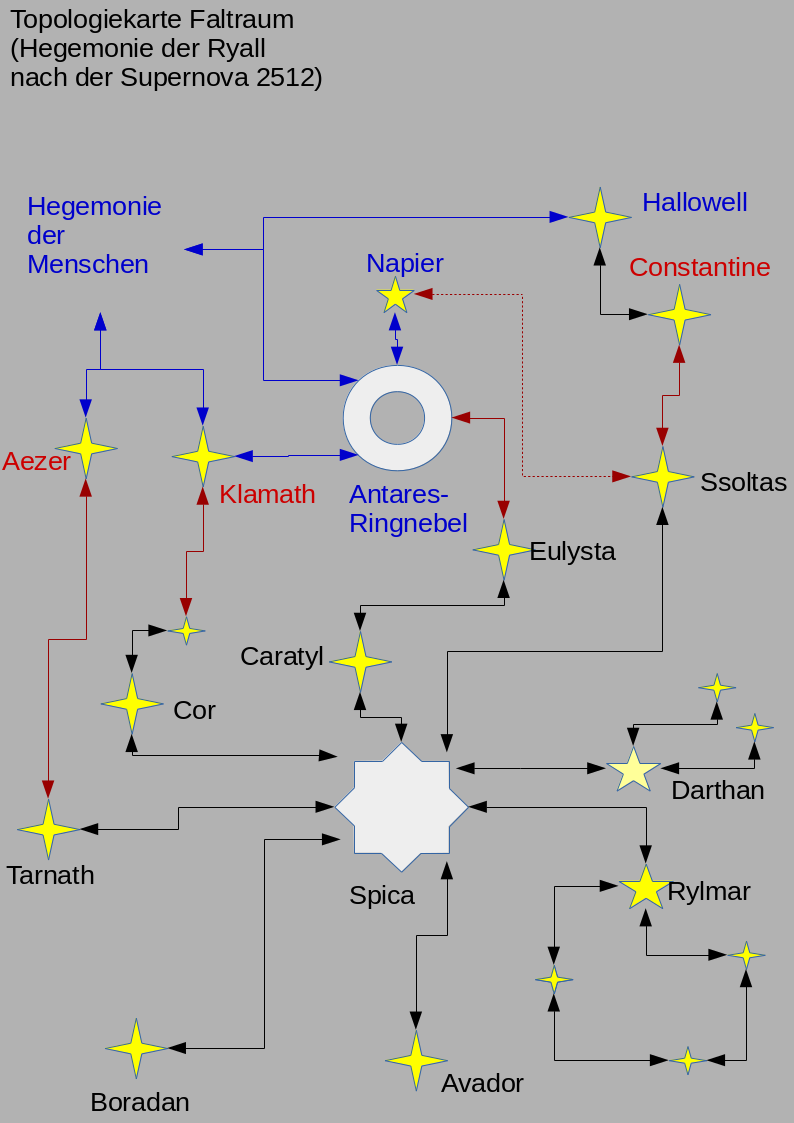
Topologiekarte Faltraum ab 2512

Der von den Menschen besiedelte Faltraum wurde durch den roten Überriesen Antares dominiert, welcher als Drehscheibe – ähnlich einem Drehkreuz – fungierte und nahezu alle primären Faltraumverbindungen in seiner unmittelbaren Nähe vereinte. Am 3. August 2512 um 17:32 Uhr Standardzeit kam es zur kosmischen Katastrophe, als Antares in einer Supernova explodierte und damit den gesamten Faltraum der menschlichen Hegemonie beträchtlich veränderte.
Die ersten Folgen wurden im nur 15 Lichtjahre von der Supernova entfernten Napier-System sichtbar. Unmittelbar nach der Explosion verschwand die Faltraumverbindung zwischen Valeria und Napier. Damit wurde das Valeria-System mit der Alta-Kolonie vom Rest der menschlichen Zivilisation abgeschnitten. Zur gleichen Zeit erschien ein neuer Faltpunkt im Napier-System. Nachdem zwei Forschungsschiffe diesen Faltpunkt erkundet hatten, wurde die Kolonie New Providence auf Napier VII von einer außerirdischen Spezies namens Ryall angegriffen und Millionen von Menschen getötet. Im Jahr 2527 erreichte die Frontwelle der Supernova das Napier-System und vernichtete alles Leben, welches nach den Angriffen der Ryall noch übrig blieb. Zur gleichen Zeit verschwand aber auch der neue Faltpunkt in das Territorium der Ryall.
Aber nicht nur das Napier-System war betroffen. Im weiter entfernten Aezer-System erschien ebenfalls eine neue Faltraumverbindung zum Territorium der Ryall, ebenso in den Systemen Constantine und Klamath. Darüber hinaus entstand im Klamath-System eine neue direkte Verbindung zum Antares-Ringnebel, während die Verbindungen von Antares nach Braxton, Saracen, Grundle und Faraway verschwanden oder unpassierbar wurden.
Nur 30 Jahre nach der Supernova eroberten die Ryall das Constantine-System, weitere 40 Jahre später das Aezer-System. Damit wurde auch die Kolonie auf Sandar im Hellsgate-System von der menschlichen Hegemonie abgeschnitten, da die Route über Aezer nach der Supernova die einzige passierbare Faltraumverbindung zur Erde darstellte. Als dann auch noch das Klamath-System von den Ryall erobert worden ist, stand die feindliche Flotte nur noch 4 Faltpunkt-Sprünge von der Erde entfernt.

## Handlung
Im Jahr 2637, 125 Jahre nach der Supernova, durchläuft die Frontwelle das Valeria-System. Kurz darauf erscheint der Faltpunkt zum Napier-System wieder. Damit beginnt die folgende Handlung des ersten Romans.

### Antares: Dämmerung
Die ehemalige Koloniewelt Alta ist schon seit über einhundert Jahren von dem Raum der restlichen Menschheit abgeschnitten, als am Nachthimmel die Supernova aufleuchtet und die Strahlungsfront der Explosion das System passiert und noch einmal von der fernen Katastrophe kündet, welche das Leben auf Alta so nachhaltig verändert und bestimmt hat. Unmittelbar danach erfassen jedoch die Beobachtungsteleskope auf dem Planeten ein fremdes Raumschiff im System, welches mit zunächst unbekanntem Ziel aus dem System heraus beschleunigt. Der altanische Weltraumschlachtkreuzer Discovery unter dem Kommando von Richard Drake wird ausgesandt das fremde Schiff abzufangen und zu untersuchen.
Als sie es schließlich erreichen, stellt sich heraus, dass es sich bei dem Schiff um das Wrack des riesigen Schlachtschiffes Conqueror der terranischen Weltraumstreitkräfte handelt. Damit sind für die Altaner nun zwei Dinge gewiss, ihre Isolation hat ein Ende gefunden und jenseits ihres Systems befindet sich die Menschheit im Krieg.
Die Regierung von Alta beschließt aufgrund dieser Erkenntnisse nun eine kleine Expedition, bestehend aus der Discovery, der City of Alexandria – einem stillgelegten interstellaren Kreuzfahrtschiff – sowie zwei Tankschiffen, ins Nachbarsystem Napier zu entsenden, um die Lage in ihrer ehemaligen Mutterkolonie New Providence zu untersuchen. An Bord der City of Alexandria befinden sich die verschiedensten politischen, religiösen und wirtschaftlichen Gruppierungen von Alta sowie die führenden Wissenschaftler des Planeten, welche den Faltraum und die Nova untersuchen sollen. Ebenfalls an Bord befindet sich die Vertreterin des erblichen Botschafters der Erde, die Historikerin Bethany Lindquist, welche später auch Drakes Frau werden soll.
Die vier Schiffe brechen unter der Führung von Drake auf und erreichen schließlich New Providence. Dort stellen sie fest, dass der Planet und nahezu alle Städte auf ihm einem nuklearen Flächenbrand zum Opfer gefallen sind und der Planet aufgrund dessen und wegen seiner unmittelbaren Nähe zur Antares-Supernova kontaminiert und gänzlich unbewohnt ist. In den Trümmern finden sie erstmals Hinweise auf die Geschehnisse unmittelbar nach dem Kollaps der eigenen Faltraumverbindung. Im System Napier öffnete sich demnach eine neue – temporäre – Faltraumverbindung, durch welche die bis dahin unbekannten Ryall im Abstand von zwölf Jahren Angriffe auf New Providence unternahmen. Der erste konnte abgewehrt werden und forderte nur geringe Opfer in der Kolonie. Der zweite Angriff unmittelbar vor dem Durchlauf der Strahlungsfront war erfolgreicher und zerstörte nachhaltig die menschliche Zivilisation auf dem Planeten. Weiter findet man heraus, dass die Ryall – eine reptilienähnliche Rasse – aufgrund ihrer genetischen Konditionierung und der in ihrer Vergangenheit gemachten Erfahrungen nicht in der Lage zu sein scheinen eine weitere intelligente Rasse neben der eigenen zu akzeptieren und daher einen Vernichtungskrieg gegen die gesamte Menschheit führen.
Aufgrund dieser Erkenntnisse beschließt Drake weiter in das System Hellsgate zu fliegen, in welchem er die Schwesterkolonie Altas Sandarsons World zu finden hofft. Und tatsächlich treffen sie dort auf die ersten Menschen seit über einhundert Jahren: die Sandarer, wie sie sich selbst nennen – aufgrund der unmittelbar gemachten Kriegserfahrungen absolutistisch regiert – kämpfen seit der Explosion gegen die Ryall. Sie sind ebenfalls seit gut 20 Jahren vom Rest der Menschheit isoliert und stehen allein in ihrem System gegen die Fremden, versuchen dies aber vor Drake und seinen Leuten zu verbergen.
Unmittelbar bevor Drake mit der Expedition zurück nach Alta fliegen will, kommt es zum Kampf der Sandarer gegen die Ryall am Faltpunkt, welchen die Menschen für sich entscheiden können. Drake entdeckt nun die Schwäche der Sandarer und die daraus resultierende unmittelbare Gefahr auch für seine eigene Heimat. Als die Ryall abermals angreifen, gelingt es ihnen die Faltraumbefestigungen zu überwinden und ins Systeminnere vorzustoßen. Drake bietet nun seine Hilfe und die Kampfkraft der Discovery an, um der gemeinsamen Bedrohung zu begegnen. In einem kurzen und verlustreichen Kampf unterliegen die Ryall nur knapp der Flotte der Sandarer und Drakes Discovery, so dass die unmittelbare Gefahr vorerst gebannt ist.

### Antares: Passage
Beide Regierungen von Alta und Sandar wissen, dass sie alleine nicht dauerhaft gegen die Ryall bestehen können, und suchen so gemeinsam eine Lösung. Der einzig gangbare Weg führt sie allerdings durch die Überreste der Postnova im System Antares. Eine gemeinsame Expedition wird ausgesandt, um einen Weg zur Erde und in den von Menschen besiedelten Raum zu finden. Die beiden Flotten treffen im System Napier zusammen und stoßen dann gemeinsam in die Region um Antares vor. Dort inmitten der Postnova, deren Zentrum durch Überreste von Antares – welcher jetzt ein strahlungsintensiver Neutronenstern ist – beherrscht wird, beginnen sie mit der Erforschung des Faltraumes. Bald finden sie einen neuen und unbekannten Faltpunkt. Drake an Bord der Discovery bekommt vom sandarischen Oberbefehlshaber über die gemeinsame Expedition den Befehl, den unbekannten Faltpunkt näher zu untersuchen und einen Übergang ins jenseitige System zu unternehmen. Drake stellt seine Kampfgruppe zusammen und wagt den Übergang.
Dort finden sie ein ihnen unbekanntes System vor, das einen kleinen Außenposten der Ryall beherbergt. Als diese die Menschen entdecken, unternehmen sie alles, um die ihren vor der drohenden Gefahr zu warnen. Unzureichend ausgestattet, versuchen sie die Nachricht mit einem alten Erzfrachter zu überbringen. Doch Drake ist schneller und kann den Frachter kapern und mit ihm die wertvollen Informationen in dessen Bordcomputer. Auf dem Boden des besiedelten Planeten nehmen die Menschen eine Handvoll überlebender Ryall gefangen, darunter auch die Leiterin der Bergwerksanlage Varlan, mit welcher sich Drakes Verlobte Bethany Lindquist von nun an eingehend beschäftigt. Die Menschen verlassen das von den Ryall Eulysta und dessen Planeten Corlis genannte System, nachdem sie sämtliche Spuren ihrer Anwesenheit gelöscht haben, und kehren in den Novanebel zurück.
Dort untersuchen sie die aus dem Bordcomputer des Frachters geborgenen Daten und stellen fest, dass es sich um die Navigationsprotokolle handelt, mit deren Hilfe sie erstmals in der Lage sind, sich ein komplettes Bild vom Faltraum und der Ausdehnung der feindlichen Ryallhegemonie zu machen.
In der Zwischenzeit war es den im Nebel verbliebenen Schiffen möglich, einen weiteren Faltpunkt zu orten, der über den Stern Goddard ins Sonnensystem der Erde führt. Die Expedition bricht auf und gelangt tatsächlich zur Erde. Dort werden Drake und seine Mitstreiter aber eher reserviert, denn freudig empfangen, zumal sie die Erdregierung bitten, mit ihnen gemeinsam gegen die Ryall um das verlorene System Aezer zu kämpfen, um so wieder eine reguläre Verbindung zwischen Alta und Sandar mit dem Rest der Menschheit herzustellen. Die terranischen Verantwortlichen erklären sich zur Prüfung des Planes bereit. Währenddessen heiraten Drake und Lindquist auf der Erde, wie sie es sich bei der ersten Expedition nach Sandar geschworen hatten.
Nach Abschluss der Prüfung des gemeinsamen Plans durch die irdischen Flottenstrategen kommen diese zu dem Schluss, dass es sinnlos ist, Aezar zurückzuerobern. Stattdessen bieten man an, beide Welten zu evakuieren und die Menschen beider Systeme auf anderen Welten neu anzusiedeln. Dieses Angebot schlagen Drake und seine Mitstreiter aus. Drake, um eine Lösung bemüht, stellt nun selbst intensive Untersuchungen der geborgenen Navigationsdaten an. Er kommt zu dem Schluss, dass auf lange Sicht nicht nur die beiden Systeme Valeria mit seinem Heimatplaneten und Hellsgate mit Sandar nicht zu halten sein werden, sondern die gesamte Menschheit den Krieg verlieren wird.
Grund hierfür ist die Art des gegnerischen Faltraumes, in dessen Zentrum das Doppelsternsystem mit Spica A und B liegt und um welches sich der gesamte Faltraum der Ryall wie eine konzentrische Kugel schließt. Aufgrund dessen besitzen die Ryall stets die innere und kürzere Linie der Verteidigung und können so ihre Ressourcen bei weitem besser nutzen, als die Menschen. Drake entwickelt einen Plan, um den Krieg ins Herz des Raumes der Ryall zu tragen und dort endgültig zu gewinnen.

### Antares: Sieg
Drake, mittlerweile zum Admiral befördert, erhält in seinem Heimatsystem Valeria Kunde, dass es den Ryall gelungen ist, in den Novanebel vorzustoßen, sie aber durch die dortige Wache vernichtet wurden. Dieses Ereignis ist das verabredete Zeichen zur Umsetzung von Drakes Plan, welcher vorsieht, Spica als zentrale Drehscheibe der Ryall, was ihre wirtschaftliche und militärische Handlungsmacht anbelangt, zu neutralisieren. In der gesamten menschlichen Hemisphäre machen sich nun die Streitkräfte auf, um diesen Plan umzusetzen. Die verschiedenen Kampfgruppen vereinigen sich im Antaresnebel und beginnen mit der Invasion des von den Ryall beherrschten Raumes. Die Invasion kommt gut voran und es gelingt den Menschen, Spica zu erobern und die Faltraumübergänge für die Ryall zu blockieren.
Infolgedessen kommt es zum Patt an der Front im System von Spica. Die Ryall versuchen beständig – aber unkoordiniert – das System zurückzuerobern, während die Menschen versuchen diese zu blockieren und so langsam abzunutzen. Drakes Frau, auf Alta zurückgeblieben, macht dort allerdings bald die Erfahrung, dass an der Heimatfront die Unterstützung zu bröckeln beginnt und die Politiker überlegen, eine endgültige und schnelle Lösung des Krieges durch die Ausrottung der gesamten Ryall zu suchen. Ferner macht sie bei ihrer auf Corlis gefangenen Ryall Varlan – mit welcher sie sich trotz aller Widrigkeiten angefreundet hat – eine entscheidende Entdeckung, durch welche sie glaubt den Krieg ohne einen Massenmord an den Ryall beenden zu können. Ging man bisher stets davon aus, dass die Ryall aufgrund ihrer genetischen Konditionierung den Kampf gegen die Menschen als eine Art natürlicher Reaktion und Auslese betrachten, von welcher sie nicht ablassen können, macht Bethany nun bei Varlan die gegenteilige Entdeckung, als diese gänzlich gegen ihre Instinkte zu handeln beginnt. Sie macht sich nun gemeinsam mit Varlan auf zu Drake.
Dort angekommen erzählt sie Drake von ihrer Entdeckung. Dieser, das unnötige Schlachten im System von Spica mittlerweile leid geworden, willigt ein und sucht nach einem Weg, Bethanys Weg zur Beilegung des Konfliktes den Ryall zu übermitteln. Dieser wird möglich, als Drake und seine Begleiter ein einsames Schiff der Ryall ausfindig machen, welches sich bei den ersten Kämpfen um Spica in die Weiten des Raumes zurückgezogen hat. Sie können den Kapitän des Kriegsschiffes mit Hilfe von Varlan überzeugen. Dieser willigt ein ihnen eine Passage zur Heimatwelt der Ryall zu ermöglichen. Drake, Bethany, Varlan und noch einige andere machen sich auf zur Heimatwelt der Ryall, um mit den Führern der Rasse zusammenzukommen und über deren bedingungslose Kapitulation zu verhandeln.
Auf der Heimatwelt stoßen sie zunächst auf Ablehnung, aber Drake und Bethany können den Politikern der Ryall mehr und mehr klarmachen, dass der Krieg mit dem Fall von Spica für sie verloren ist und nun die Auslöschung ihrer gesamten Rasse durch die Menschen droht. Die Ryall lassen Drake und die Seinen wieder nach Spica zurückkehren, ohne ihnen jedoch eine Antwort zu geben. Unmittelbar nachdem Drake wieder im System Spica ist, versuchen die Ryall einen letzten verzweifelten Angriff auf den von den Menschen gehaltenen Faltpunkt. Dieser Versuch scheitert unter schweren Verlusten für beide Seiten. Nachdem die Ryall einsehen, dass sie endgültig geschlagen sind, kapitulieren sie bedingungslos.

## Deutsche Ausgaben
- 1986: Antares Dawn

dt. 1996: Heyne TB 06/5382, ISBN 3-453-09443-3, Antares erlischt
dt. 2004: Antares: Dämmerung im Sammelband Heyne PB 87910, ISBN 3-453-87910-4, Der Antares-Krieg
dt. 2007: Antares: Dämmerung im Sammelband Heyne TB 52222, ISBN 3-453-52222-2, Der Antares-Krieg
- 1987: Antares Passage

dt. 1998: Heyne TB 06/5924, ISBN 3-453-13312-9, Antares-Passage
dt. 2004: Antares: Passage im Sammelband Heyne PB 87910, ISBN 3-453-87910-4, Der Antares-Krieg
dt. 2007: Antares: Passage im Sammelband Heyne TB 52222, ISBN 3-453-52222-2, Der Antares-Krieg
- 2002: Antares Victory

dt. 2004: Antares: Sieg im Sammelband Heyne PB 87910, ISBN 3-453-87910-4, Der Antares-Krieg
dt. 2007: Antares: Sieg im Sammelband Heyne TB 52222, ISBN 3-453-52222-2, Der Antares-Krieg